# Colin Eggleston
Colin Eggleston (* 23. September 1941 in Melbourne, Victoria; † 10. August 2002 in Genf, Schweiz) war ein australischer Filmregisseur, Drehbuchautor, Filmeditor und Filmproduzent, der in den 1970er und 1980er Jahren mehrere Kinofilme inszenierte, darunter Long Weekend, Dakota Harris – Flug durchs Zeitloch oder Cassandra – Omen des Todes.

## Leben
Colin Eggleston wurde 1941 in Melbourne im australischen Bundesstaat Victoria geboren. Eggleston begann seine Laufbahn in den 1960er Jahren unter anderem als Editor bei der Fernsehserie Doctor Who. Zu Beginn der 1970er Jahre begann er auch als Drehbuchautor für verschiedene australische Fernsehserien wie Homicide oder Division 4 zu arbeiten. Mitte der 1970er Jahre dehnte er dann sein Engagement auch auf die Funktion des Produzenten aus, unter anderem bei der Krimiserie Matlock Police. In der Hauptsache war Eggleston jedoch als Regisseur für Film und Fernsehen tätig. 1964 gab er sein Debüt als Fernsehregisseur bei der Serie Homicide, es folgten weitere Regie-Engagements in den 1970er und 1980er Jahren für Serien wie The Long Arm, Matlock Police, Division 4 oder Bellamy.
1977 gab Eggleston sein Kinofilmdebüt bei der Erotikfilm-Komödie Fantasm Comes Again zuerst noch unter dem Pseudonym Eric Ram, spätere Kinofilme inszenierte er dann unter seinem richtigen Namen, darunter den Horrorfilm Long Weekend mit John Hargreaves in der Hauptrolle, des Weiteren den Horrorthriller Innocent Prey, den Fantasy-Abenteuerfilm Dakota Harris – Flug durchs Zeitloch oder die Horrorfilme Cassandra – Omen des Todes und Outback Vampires.
Nach 1987 zog sich Colin Eggleston schließlich aus dem Filmgeschäft zurück. Er starb am 10. August 2002 im Alter von 60 Jahren in der Schweiz.

## Auszeichnungen
- 1978: Gewinner des Prize of the International Critics' Jury beim Sitges Festival Internacional de Cinema Fantàstic de Catalunya für Long Weekend
- 1979: Gewinner des Antennae II Award beim Avoriaz Fantastic Film Festival für Long Weekend

## Filmografie (Auswahl)
| - 1966: Doctor Who (Fernsehserie, 2 Episoden) - 1968: Darling, Do You Love Me? (Kurzfilm) - 1980: Nightmare on the Street - 1964: Homicide (Fernsehserie, 1 Episode) - 1970: The Long Arm (Fernsehserie, 6 Episoden) - 1972–1974: Division 4 (Fernsehserie, 10 Episoden) - 1973–1974: Matlock Police (Fernsehserie, 5 Episoden) - 1977: Fantasm Comes Again (unter dem Pseudonym Eric Ram) - 1978: Long Weekend - 1981: Bellamy (Fernsehserie, 2 Episoden) - 1982: Amok Kill (The Little Feller) (Fernsehfilm) - 1984: Innocent Prey - 1986: Dakota Harris – Flug durchs Zeitloch (Sky Pirates) - 1986: Body Business (Fernsehfilm) - 1987: Cassandra - Omen des Todes (Cassandra) - 1987: Outback Vampires | - 1971–1972: Homicide (Fernsehserie, 2 Episoden) - 1971–1974: Division 4 (Fernsehserie, 8 Episoden) - 1974: Jagd nach Gold (Fernsehserie, 1 Episode) - 1977: Bluey (Fernsehserie, 2 Episoden) - 1978: Chopper Squad (Fernsehserie, 1 Episode) - 1980: Nightmare on the Street - 1984: Innocent Prey - 1987: Cassandra – Omen des Todes (Cassandra) - 1987: Outback Vampires - 1974: Matlock Police (Fernsehserie, 17 Episoden) - 1978: Long Weekend - 1980: Nightmare on the Street - 1981: Air Hawk (Fernsehfilm) - 1982: Amok Kill (The Little Feller) (Fernsehfilm) - 1984: Innocent Prey |